# Edificio del Banco de España (Santander)
El edificio del Banco de España de Santander está situado en la capital cántabra, en España, junto a Correos y la catedral.

## Descripción
Se trata de un edificio con rasgos clasicistas y renacentistas. Tiene tres pisos, planta rectangular y está edificado y ornamentado con piedra de sillería y mármol respectivamente. En el interior hay un patio cubierto con una gran vidriera del águila de San Juan.

## Historia
Fue proyectado por el arquitecto Eloy Martínez del Valle y construido entre 1924 y 1925 en el solar que antes ocuparon el Salón Pradera y el castillo de San Felipe.

### Destino
El edificio quedó libre en 2011 a raíz de la reestructuración de las sucursales del Banco de España. En 2013 el inmueble fue permutado por el edificio que albergaba el Archivo Histórico Provincial de Cantabria, a través de un acuerdo firmado por el Gobierno de Cantabria y el Ministerio de Administraciones Públicas.
Existe un proyecto para convertirlo en sede asociada al Museo Reina Sofía. También se pensó en reformarlo para que albergara la exposición permanente del MUPAC, pero en 2016 se confirmó que se construiría un nuevo edificio junto al Palacio de Festivales, por lo que el Banco de España sigue sin una función determinada. La alcaldesa de Santander, Gema Igual, ha solicitado que se revierta el inmueble al gobierno central para agilizar el proyecto de la sede asociada al Museo Reino Sofía y el Archivo Lafuente.